# 名犬ラッシー (映画)
『名犬ラッシー』（めいけんラッシー、原題：Lassie）は、2005年制作のイギリス、アメリカ合衆国、フランス、アイルランドの映画。『名犬ラッシー』の実写映画化作品。
なお、日本語吹き替え版のエンディングテーマ「singing」を岸谷香が歌っている。

## キャスト
※括弧内は日本語吹替。
- ジョー・カラコフ：ジョナサン・メイソン（新井海人）
- ラドリング公爵：ピーター・オトゥール（永井一郎）
- サム・カラコフ：ジョン・リンチ（山路和弘）
- サラ・カラコフ：サマンサ・モートン（田中敦子）
- ハインズ：スティーヴ・ペンバートン（福田信昭）
- シーラ：ヘスター・オジャース（宮本侑芽）
- ロウリー：ピーター・ディンクレイジ（斎藤志郎）
- デイジー：ジェマ・レッドグレイヴ
- ハルトン：エドワード・フォックス（小島敏彦）
- ジェニー：ケリー・マクドナルド
- グレゴール・フィッシャー
- ピーター・ワイト
- ジョン・スタンディング
- ブライアン・ペティファー
- ジェイミー・リー
- ロバート・ハーディ
- ニコラス・リンドハースト